# 警察庁特別監察官 氷の女・氷室透子
『警察庁特別監察官 氷の女・氷室透子』（けいさつちょうとくべつかんさつかん　こおりのおんな・ひむろとうこ）は、フジテレビ系列の2時間ドラマ「金曜プレステージ」（毎週金曜日21:00 - 22:52）で2014年7月11日に放送されたテレビドラマ。主演は浅野温子。

## あらすじ
警察庁特別監察官の氷室透子警視は、何事にも冷静沈着で一切笑顔を見せないが、「警察が腐ったとき、正義は死ぬ」という強い信念を持ち、警察の不正と戦っている。
ある日の夜、職場で上司の結城新一郎警察庁首席監察官と話していたところに一本の電話がかかってくる。電話の声は若い女性で、「北国署には慢性的な不正があります。調査してください」とだけ言って電話は切れた。透子の部署の電話番号は警察関係者しか知らないことから、透子は北国署員からの内部告発だと確信する。透子は結城に調査を申し出るが、結城は反対する。そこで「あくまでも優秀な所轄の視察」という名目で透子は北国署へ向かう。

## 登場人物

### 警察庁
氷室透子
演 - 浅野温子
警察庁特別監察官。階級は警視。冷酷な性格で一切笑わないが、「警察が腐ったとき、正義は死ぬ」という強い信念を持っている。夫も同じ警察官であったが、何者かに射殺される。その際、透子も銃撃を受け手首に傷が残る。警察官の不祥事には一切容赦せず、査問を受けた人間からは「お前には血も涙もないのか」と言われたり周囲を敵に回すこともしばしば。
北国署の女性警察官からの内部告発を受けて、所轄の視察という名目で北国署へ調査に向かう。
結城新一郎
演 - 風間トオル
警察庁首席監察官。階級は警視監。透子の上司。北国署の調査に反対する。

### 北国警察署
北陸地方にある所轄署（架空）で、署内で滅多にトラブルの起きない優秀な所轄として知られている。話中ではキャリア組の若い警察官僚が署長に就くことが多いらしい。
江川香織
演 - 賀来千香子
北国警察署警務課総務係。
吉武透
演 - 窪塚俊介
北国警察署署長。階級は警視正。警察庁採用のキャリア組。北国署へ赴任してまだ2か月であるため、実務は副署長の古屋に任せている。雪絵という妻がおり、義父は元警視総監で現総務大臣という大物。
古屋昌孝
演 - きたろう
北国署副署長。階級は警視。署長の吉武とは違い現場からの叩き上げ。北国署の副署長を10年以上務めている。透子の話では今まで3人のキャリア署長を無事送り出しているとのこと。吉武には忠実であるが、何かしら思うことがあるらしい。
蜷川洋二
演 - 金田明夫
北国警察署刑事課長。階級は警部。
森野夏美
演 - 鯉迫ちほ
北国警察署地域課。階級は巡査。透子に内部告発をした女性警察官と思われたが、北国署管内のダムで他殺体となって発見される。香織の後輩であり、可愛がられていた。
河野博子
演 ‐ 久保田磨希
北国警察署地域課長。森野の上司。

### 北国警察署の関係者
吉武雪絵
演 ‐ 黒坂真美
吉武署長の妻。
江川雄介
演 ‐ 加門良
香織の夫。市役所勤務。
植田誠
演 ‐ 西興一朗
植田建設専務取締役。

### その他
美月文太
演 - 上杉祥三
警視庁刑事部鑑識課。階級は不明。通称「文ちゃん」。透子が信頼する数少ない人物。透子の夫の親友であり、彼の墓前には好物のぼたもちを必ず供える。透子の頼みである調査をするため北陸に出向く。
柏木みのり
演 - 菜葉菜
監察医。派手な格好で言葉もやや荒い。大型バイクが愛車。
氷室銀之助
演 - 寺田農
透子の義父。元警察官。透子の調査に陰ながら協力している。

## スタッフ
- 脚本：篠原高志
- 演出：合月勇
- ロケ協力：高岡フィルムコミッション、高岡市観光協会　ほか
- 技術協力：ビデオフォーカス
- 美術協力：アートボックス
- ラインプロデューサー：平池拓一（大映テレビ）
- プロデューサー：木村康信（大映テレビ）
- 制作著作：大映テレビ